# Tala med barnen om
Tala med barnen om är en serie faktablad i Sverige som var populär under 1970-talet, där föräldrarna fick tips om hur man skulle tala med barn om olika samhällsproblem, till exempel krig och våld eller rasism, i olika länder. Bland annat gavs tips på böcker som ansågs intressanta.